# Francis Beaumont
Francis Beaumont (Grâce-Dieu, Leicestershire, 1585, - Londres, 6 març 1616), va ser un actor i dramaturg anglès del teatre elisabetià, conegut sobretot per haver escrit peces teatrals en col·laboració amb John Fletcher.

## Obra dramàtica
- The Knight of the Burning Pestle, comèdia (1607)
- The Masque of the Inner Temple and Gray's Inn, (1613)

### Escrita en col·laboració de John Fletcher
- The Woman Hater, comèdia (1606)
- Cupid's Revenge, tragèdia (1607–1612)
- Philaster, or Love Lies a-Bleeding, tragicomèdia (1609)
- The Maid's Tragedy, tragèdia (vers 1609)
- A King and No King, tragicomèdie (1611)
- The Captain, comèdie (1609–1612)
- The Scornful Lady, comèdie (vers 1613)
- Love's Pilgrimage, tragicomèdia (1615)
- The Noble Gentleman, comèdia (1626)